# Gensac-la-Pallue
 Gensac-la-Pallue  es una población y comuna francesa, en la región de Poitou-Charentes, departamento de Charente, en el distrito de Cognac y cantón de Segonzac.

## Demografía
| 935 | 979 | 1297 | 1613 | 1701 | 1613 |
| Para los censos de 1962 a 1999 la población legal corresponde a la población sin duplicidades (Fuente: INSEE [Consultar]) |     |      |      |      |      |